# Velké Janovice
Velké Janovice là một làng thuộc huyện Žďár nad Sázavou, vùng Vysočina, Cộng hòa Séc.